# Українські кредитні спілки США
Українські кредитні спілки США — мережа кредитних кооперативів, заснованих українськими емігрантами у США з метою надання фінансових послуг своїм членам і підтримки української громади. У середовищі українців у США ці установи часто називають побутовим терміном — кредитівка.

## Історія
Перші українські кредитні спілки в США виникли на початку XX століття серед іммігрантів з Галичини, Буковини та Волині, які прибували до США з Австро-Угорщини та Російської імперії. Ідея кооперативів була запозичена з українського кооперативного руху в Західній Україні.
Перші «кредитівки» постали у 1910–1920-х роках у містах з численним українським населенням — Філадельфія, Чикаго, Нью-Йорк, Клівленд. Їхніми засновниками були священники, кооператори, діячі громадського руху, які прагнули фінансово підтримувати громаду, надаючи позики, сприяючи збереженню коштів та уникненню лихварства.

## Розвиток
У міжвоєнний період українські кредитні спілки діяли переважно при церквах і парафіях, а також в рамках українських громадських організацій. Їхні послуги орієнтувалися на дрібного вкладника, робітника та ремісника, яким традиційні банки часто відмовляли в обслуговуванні.
Після Другої світової війни кооперативний рух пожвавився завдяки прибуттю нової хвилі емігрантів — колишніх остарбайтерів, біженців та політичних емігрантів (ДП). У цей час було засновано багато нових спілок, які не лише надавали фінансову допомогу, а й підтримували українське шкільництво, молодіжні організації, культурні ініціативи.

## Сучасний стан
Сьогодні в США діє низка українських кредитних спілок із багатьма тисячами членів. Найвідоміші з них:
- Selfreliance Federal Credit Union (Чикаго) — заснована 1951 року. Найбільша українська кредитна спілка у США. Обслуговує понад 25 000 членів[4].

- Ukrainian Selfreliance Federal Credit Union (Філадельфія) — діє з 1952 року. Має філії в кількох штатах, понад 10 000 членів[5].

- SUMA Federal Credit Union (Нью-Йорк) — заснована 1963 року. Має тісні зв’язки з українськими національними організаціями[6].

- Ukrainian National Federal Credit Union (Нью-Йорк) — одна з найстаріших українських кредитівок на східному узбережжі. Має відділення в Нью-Джерзі, Коннектикуті[7].

- Nova UA Federal Credit Union (Нью-Джерзі) — кредитівка, яка працює з 1959 року і орієнтована на регіон Clifton-Passic.[8].

- Ukrainian Federal Credit Union (Рочестер, Нью-Йорк) — працює в північній часині штату Нью-Йорк, з відділеннями у кількох штатах[9].

Усі ці установи активно долучаються до гуманітарних ініціатив, пов'язаних з війною в Україні: переказують кошти до фондів, підтримують шпиталі, школи, громади. З 2022 року пожертвування на допомогу Україні стали окремою частиною їхньої діяльності.

## Значення
Кредитні спілки не лише надають фінансові послуги, а й є осередками українського громадського життя. Вони сприяють інтеграції іммігрантів, підтримці шкіл, парафій, культурних заходів, збереженню національної ідентичності. Їхній внесок у розбудову української діаспори в США важко переоцінити.